# Eleccions regionals de Trentino-Tirol del Sud de 1988
Les eleccions regionals de Trentino-Tirol del Sud de 1988 per a escollir el primer Consell Regional del Trentino-Tirol del Sud se celebraren el 20 de novembre de 1988. La participació fou del 90,9%.

## Resultats

### Total regional
| Partits                                    | vots    | %     | Escons |
| ------------------------------------------ | ------- | ----- | ------ |
| Südtiroler Volkspartei                     | 184.717 | 30,4  | 22     |
| Democràcia Cristiana Italiana              | 164.034 | 27,0  | 20     |
| Partit Socialista Italià                   | 50.266  | 8,3   | 5      |
| Llistes Verds                              | 42.907  | 7,1   | 5      |
| Moviment Social Italià-Dreta Nacional      | 39.328  | 6,5   | 5      |
| Partit Comunista Italià                    | 34.486  | 5,7   | 4      |
| Partit Autonomista Trentino Tirolès        | 29.624  | 4,9   | 3      |
| Partit Republicà Italià                    | 15.344  | 2,5   | 1      |
| Democràcia Proletària                      | 7.935   | 1,3   | 1      |
| Südtiroler Heimatbund                      | 7.003   | 1,2   | 1      |
| Pensionistes                               | 6.775   | 1,1   | -      |
| Partit Socialista Democràtic Italià        | 6.014   | 1,0   | 1      |
| Partit Liberal Italià                      | 5.556   | 0,9   | 1      |
| Freiheitliche Partei Südtirols             | 4.133   | 0,7   | 1      |
| Llista per l'Alt Adige - Moviment Unitari  | 3.330   | 0,6   | -      |
| Socialdemocràcia trentina                  | 2.373   | 0,4   | -      |
| Partit Popular Pensionista                 | 1.725   | 0,3   | -      |
| Insieme per il buon governo dell'autonomia | 1.181   | 0,2   | -      |
| Total                                      | 606.731 | 100,0 | 70     |

Font: Regione Trentino-Alto Adige

### Província de Trento
| Partit                                | vots    | %     | Escons |
| ------------------------------------- | ------- | ----- | ------ |
| Democràcia Cristiana Italiana         | 136.286 | 45,3  | 17     |
| Partit Socialista Italià              | 37.934  | 12,6  | 4      |
| Partit Autonomista Trentino Tirolès   | 29.624  | 9,9   | 3      |
| Partit Comunista Italià               | 25.272  | 8,4   | 3      |
| Llistes Verds                         | 22.358  | 7,4   | 3      |
| Partit Republicà Italià               | 12.055  | 4,0   | 1      |
| Democràcia Proletària                 | 7.935   | 2,6   | 1      |
| Moviment Social Italià-Dreta Nacional | 7.837   | 2,6   | 1      |
| Partit Socialista Democràtic Italià   | 6.014   | 2,0   | 1      |
| Partit Liberal Italià                 | 5.556   | 1,6   | 1      |
| altres                                | 9.954   | 3,3   | -      |
| Total                                 | 300.825 | 100,0 | 35     |

Font: Regione Trentino-Alto Adige

### Província de Bolzano
| Partits                               | voti    | %     | seggi |
| ------------------------------------- | ------- | ----- | ----- |
| Südtiroler Volkspartei                | 184.717 | 60,4  | 22    |
| Moviment Social Italià-Dreta Nacional | 31.491  | 10,3  | 4     |
| Democràcia Cristiana Italiana         | 27.758  | 9,1   | 3     |
| Llista Verda Alternativa              | 20.549  | 6,7   | 2     |
| Partit Socialista Italià              | 12.332  | 4,0   | 1     |
| Partit Comunista Italià               | 9.214   | 3,0   | 1     |
| Südtiroler Heimatbund                 | 7.003   | 2,3   | 1     |
| Freiheitliche Partei Südtirols        | 4.133   | 1,4   | 1     |
| altres                                | 8.719   | 2,9   | -     |
| Total                                 | 305.906 | 100,0 | 35    |

Font: Regió Trentino-Alto Adige